# バト湖
バト湖 (バトこ、英: Lake Bato) はフィリピンビコル地方の南カマリネス州とアルバイ州の間にある湖。イリガ市から8 km程南西のバト域内にある。フィリピンで7番目に大きな淡水湖であり、広大な湿泥地の森がある。
湖水はビコール川の支流に流れ出しており、ナガ市の近くでサン・ミゲル湾に流れ込む。平均水深は8 mであり、湖底は泥や粘土で覆われている。pH値は6.1、平均酸素量は10 ppm、水の硬度はSBYで2.4となっている。

## 歴史
湖はもともとこの地域の住民に"カリグノ"と呼ばれており、スペイン時代より前から湖畔に小さな集落が存在した。スペイン人到来後、初期の入植者は湖の豊かな水産資源を利用して集落を築き、移動のための道としても利用した。
入植者の集落は1758年2月15日、当時のヌエバ・エスパーニャ政府中央政府の法令により現在のバトの町となり、これが湖の名前にもなった。

## シナラパン
バト湖はブヒ湖やバアオ-ブラ湖とともにリンコナダ湖沼系の一部である。この池沼系はシナラパン(Mistichthys luzonensis) と呼ばれる商業的に収穫される世界で最も小さい魚が住んでいることでも知られている。
シナラパン (Sinarapan) の文字はブヒの昔の言葉で"sarapで捕まえる"を意味する。同じ魚が同じ南カマリネス州のバト、ナブア、バアオ、ブラなどではtabiosと呼ばれているが、tabiosの語源は非常にあいまいで、その名前はシナラパンと違い科学的書籍には見られない。Tabiosは地元漁業の専門用語としてのみで利用されていると信じられている。
現在シナラパンは乱獲やその他の原因により絶滅の危機に瀕しているが、この地域の固有種であり、湖の生態系に対してこの種が重要なものとなっているため保護するための努力も行われている。

## 註釈
1. ↑  ARBC.org - Philippine Wetlands Archived 2008-12-01 at the Wayback Machine. (retrieved: 3-9-09)
2. ↑  Reviving the Sinarapan: The World's Smallest Commercial Fish; Dr. V.S. Soliman; Haring Ibon Magazine Archived 2008-11-02 at the Wayback Machine. (retrieved: 3-9-09)